# ガレアッツォ1世・ヴィスコンティ
ガレアッツォ1世・ヴィスコンティ （Galeazzo I Visconti, 1277年1月21日 - 1328年8月6日）は、ミラノの僭主。

## 生涯
マッテーオ1世・ヴィスコンティとボーナコーサ・ボッリの子。1300年6月、ベアトリーチェ・デステ（オビッツォ2世・デステの娘）と結婚。同年ヴィスコンティ家はミラノから追放され、彼はエステ家の領地とボーナコルシの宮廷で数年を過ごした。
1322年、彼は『民の隊長』（Capitano del popolo）の称号をミラノで受けたが、まもなく従弟ロドリージオ・ヴィスコンティの叛乱によってミラノから脱出せざるをえなかった。神聖ローマ皇帝ルートヴィヒ4世の支援を受け、彼は教皇の遣わした軍をヴァプリーノで打ち破った。1328年、弟マルコの裏切りにあい、弟ステーファノが暗殺され、ガレアッツォはモンツァに投獄された。ガレアッツォは同じ年の3月に釈放され、当時のギベリンの首領カストルッチョ・カストラカーニのもとに身を寄せた。しかし、数ヶ月後にペーシャで死んだ。
嫡子アッツォーネが後を継ぎ、娘リッチャルダはサルッツォ侯トンマーゾ2世の妻となった。